# Demonax truncatus
Demonax truncatus là một loài bọ cánh cứng trong họ Cerambycidae.